# Gruppo dell'azoto

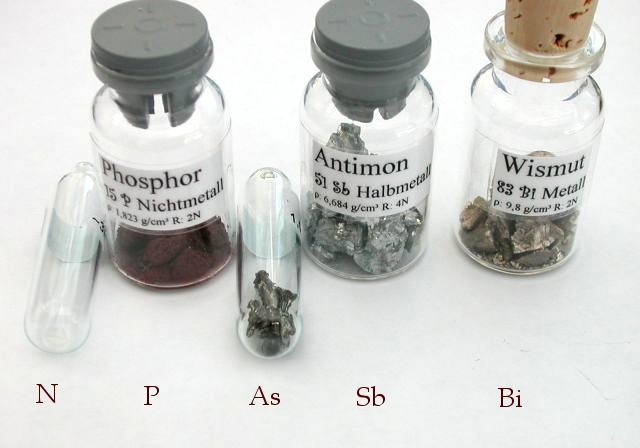
Campioni degli elementi del gruppo dell'azoto.

Gli elementi del gruppo 15 della tavola periodica o elementi del gruppo dell'azoto sono: 
azoto (N), fosforo (P), arsenico (As), antimonio (Sb) e bismuto (Bi). Anche il moscovio (Mc) appartiene a questo gruppo, ma ne è stato prodotto solo qualche atomo e le sue proprietà fondamentali sono ancora sconosciute. Nella nomenclatura chimica precedente il gruppo 15 era denominato VB o VA.  Questi elementi sono anche chiamati pnicogeni, nome poco usato nella lingua italiana, mentre in altre lingue è di uso più comune. Il termine pnicogeno fu coniato negli anni cinquanta del secolo scorso da Anton Eduard van Arkel partendo dalla parola greca pnikta, “cose soffocate”, riferendosi alle proprietà soffocanti dell'azoto.

## Fonti
L'azoto è ricavato per distillazione frazionata dell'aria, che ne contiene circa il 78%. Il fosforo si ottiene da rocce fosfatiche per riduzione con carbone in fornaci ad arco elettrico. L'arsenico si ricava, in genere sotto forma di ossido, come sottoprodotto della raffinazione di minerali contenenti metalli preziosi. L'antimonio si ottiene da minerali, principalmente solfuri, con processi estrattivi che dipendono dalla qualità del minerale impiegato. La maggior parte del bismuto si ricava come sottoprodotto della lavorazione di minerali di piombo e rame.

## Tossicità
L'azoto non è tossico, ma aria priva di ossigeno causa asfissia. La formazione di bolle di azoto gassoso nel sangue, ad esempio in caso di immersioni subacquee, può dar luogo a malattia da decompressione. Molti composti dell'azoto come acido cianidrico ed esplosivi sono pericolosi. Il fosforo è innocuo ed essenziale per la vita sotto forma di ione fosfato: nel corpo umano la maggior parte del fosforo è contenuta nelle ossa, ma è anche presente in DNA, ATP e molte altre biomolecole. Il fosforo in forma elementale è invece tossico: 100 mg di fosforo bianco possono uccidere un uomo. Respirato in forma gassosa provoca una malattia professionale che si manifesta con necrosi della mandibola. Alcuni composti organici fosforati sono altamente tossici perché inibiscono il funzionamento di alcuni enzimi. L'arsenico e tutti i suoi composti specie inorganici sono fortemente tossici. La dose letale di arsenico per un essere umano è circa 200 mg. L'arsenico è tuttavia essenziale in tracce in alcuni animali, e forse anche nell'uomo; in piccole dosi è usato in alcuni farmaci. Antimonio e bismuto non hanno ruoli biologici. L'antimonio è meno tossico dell'arsenico. Tuttavia se preso in dose elevata causa vomito; in seguito la vittima apparentemente si ristabilisce, ma muore dopo qualche giorno. I composti possono essere molto più velenosi dell'antimonio puro. Il bismuto pur essendo un elemento pesante non è tossico, ma in quantità eccessive può danneggiare il fegato.

## Applicazioni
L'azoto ha tre usi principali: per ottenere atmosfere inerti, come liquido refrigerante in criogenia, e come materia prima per tutti i composti azotati sintetizzati dall'industria chimica a partire dall'ammoniaca. La maggior parte del fosforo viene ricavata come fosfato e utilizzata per ottenere fertilizzanti; il fosforo elementale ha un utilizzo più limitato come materia prima per produrre PCl3, P2S5 e altri derivati. L'arsenico è usato principalmente in alcune leghe non ferrose e nell'industria elettronica per la fabbricazione di semiconduttori. L'antimonio elementale è usato in molte leghe metalliche; come Sb2O3 si usa per ottenere ritardanti di fiamma per materiali vari. Il bismuto è usato principalmente per ottenere leghe metalliche a basso punto di fusione.

## Proprietà
Alcune proprietà degli elementi del gruppo sono raccolte nella tabella successiva.
| Elemento | Configurazione elettronica | Raggio covalente (pm) | Raggio ionico (pm) | Punto di fusione (°C) | Punto di ebollizione (°C) | Densità (g cm−3) | Elettro- negatività |
| -------- | -------------------------- | --------------------- | ------------------ | --------------------- | ------------------------- | ---------------- | ------------------- |
| N        | [He] 2s2 2p3               | 75                    | 171 (N3–)          | –210                  | –196                      | -                | 3,0                 |
| P        | [Ne] 3s2 3p3               | 110                   | 212 (P3–)          | 44                    | 277                       | 1,82             | 2,2                 |
| As       | [Ar] 3d10 4s2 4p3          | 122                   | -                  | 614 subl.             | -                         | 5,78 (α)         | 2,2                 |
| Sb       | [Kr] 4d10 5s2 5p3          | 143                   | 92 (Sb3+)          | 631                   | 1750                      | 6,68 (α)         | 2,1                 |
| Bi       | [Xe] 4f14 5d10 6s2 6p3     | 152                   | 103 (Bi3+)         | 271                   | 1564                      | 9,81 (α)         | 2,0                 |

## Reattività chimica e andamenti nel gruppo
Gli elementi del gruppo 15 hanno configurazione elettronica esterna ns2 np3, con un elettrone spaiato in ciascun orbitale p; ne risultano logicamente gli stati di ossidazione –3, +3 e +5. Più in particolare, l'azoto è l'unico elemento del gruppo che riesce ad assumere tutti i possibili valori da –3 a +5. Per gli altri elementi del gruppo si osservano come prevedibile gli stati di ossidazione  –3, +3 e +5, anche se scendendo lungo il gruppo lo stato di ossidazione +5 perde importanza rispetto al +3. Questo fatto è noto come effetto della coppia inerte. Altre proprietà come le dimensioni e l'elettronegatività cambiano in modo sostanzialmente regolare, come atteso.
Il primo elemento del gruppo è un non metallo; scendendo lungo il gruppo il carattere metallico aumenta. Il fosforo si comporta ancora da non metallo e mostra una chimica essenzialmente covalente come l'azoto. Arsenico, antimonio e bismuto mostrano un comportamento sempre più metallico, e preferiscono formare specie cationiche. L'aumento del carattere metallico scendendo lungo il gruppo è indicato chiaramente anche dal comportamento degli ossidi, che variano dal carattere acido del fosforo (ad es. P4O10) al basico del bismuto (Bi2O3). Essendo verso il centro del blocco p, gli elementi potrebbero acquistare elettroni, raggiungendo la configurazione del gas nobile successivo, ma le energie in gioco sono molto elevate e quindi gli anioni sono rari (ad es. N3–, ione nitruro). D'altra parte, anche le energie di ionizzazione sono elevate e quindi cationi semplici M3+ o M5+ non esistono; si possono formare invece ossocationi tipo SbO+ e BiO+ (ioni antimonile e bismutile). In sostanza la maggior parte della chimica del gruppo è di tipo covalente, mentre gli ioni semplici sono rari.
Analogamente a quanto si osserva nei gruppi 13-16, in generale le proprietà chimiche del primo elemento (azoto) sono notevolmente diverse dagli altri elementi del gruppo, mentre il secondo (fosforo) ha proprietà chimiche più simili ai congeneri più pesanti. Queste differenze possono essere razionalizzate con varie considerazioni:
- L'azoto può fare facilmente legami multipli di tipo pπ–pπ, analogamente al carbonio. I congeneri superiori hanno difficoltà a fare legami pπ–pπ, perché la maggior dimensione dell'atomo rende difficile la sovrapposizione tra orbitali p di atomi vicini. Questo impedimento diventa sempre maggiore scendendo lungo il gruppo. Di conseguenza, l'azoto elementare forma la molecola di diazoto, N2, con una forza di legame molto elevata e una distanza internucleare piccola, in accordo con un triplo legame N≡N. La forza del legame triplo N≡N (866 kJ/mol) è la principale responsabile dell'inerzia chimica di N2, che a temperatura ambiente reagisce molto difficilmente. Di contro, la molecola P4 contiene solo legami singoli tensionati, e si infiamma spontaneamente all'aria. D'altra parte, il legame singolo NーN è piuttosto debole (160 kJ/mol) rispetto al legame C–C (356 kJ/mol),[3] e il risultato è che l'azoto ha scarsa tendenza alla concatenazione, tipica del carbonio.
- Al di là di somiglianze di stechiometria tipo NH3 e PH3, il comportamento chimico di azoto e fosforo è diversissimo anche per motivi analoghi a quelli che determinano il differente comportamento di carbonio e silicio: il fosforo (e i congeneri superiori) hanno difficoltà a fare legami pπ–pπ e hanno a disposizione gli orbitali d. Alcune conseguenze sono: (a) gli ossidi dell'azoto contengono legami multipli N=O, mentre gli ossidi del fosforo contengono legami singoli P–O; (b) l'azoto può fare al massimo quattro legami covalenti (NH4+) e deve rispettare la regola dell'ottetto, mentre a partire dal fosforo l'ottetto può essere espanso, e quindi ad esempio l'acido nitrico è HNO3 e l'acido fosforico è H3PO4; (c) a partire dal fosforo si possono avere numeri di coordinazione più elevati di quattro (PF5, PF6–).
- Composti tipo NR3, PR3, AsR3, eccetera hanno una coppia elettronica non condivisa e possono funzionare da basi di Lewis, ma le capacità donatrici sono diverse. L'azoto non ha orbitali accettori e si comporta da donatore σ puro, mentre i congeneri superiori hanno a disposizione gli orbitali d, che possono accettare densità elettronica da orbitali d dei metalli per formare legami dπ–dπ.